# Indifferentemente (album)
Indifferentemente, pubblicato nel 1964 su 33 giri, è un album discografico del cantante Mario Trevi.

## Il disco
L'album è una raccolta di brani incisi in anni precedenti, su 45 giri, per la casa discografica Durium. Il titolo è dedicato al brano Indifferentemente, brano di successo presentato da Trevi e Mario Abbate al Festival di Napoli 1963, arrivata al secondo posto. L'album raggiunge grande successo
sia a livello nazionale che internazionale, arrivando a superare il milione di copie vendute.

## Tracce

### Lato A
1. Indifferentemente (Martucci-Mazzocco)
2. Dint' 'o core (Gaiano)
3. Mandulinata blu (Martucci-Mazzocco)
4. 'O magliaro (Manzoni-Iverta-Schiano)
5. Era settembre (Cioffi-Ferraro-Gaiano)
6. 'So puveriello (Riccardi-Rico-Sorrentino)
7. Malufiglio (Chiarazzo-Matassa-Sciotti)

### Lato B
1. Catene d'ammore (Martucci-Mazzocco)
2. 'A ricamatrice (Langella-Adamo)
3. 'Na fotografia (Fiorini-Iverta-Garri)
4. Brigantella (Mannillo-Fanciulli-De Paola)
5. 'Na lettera (Alfieri-Palomba)
6. 'O pitturiello (De Cresenzo-Alfieri)
7. Pazzarella (Scognamiglio-Manzo)